# Glasvegas (musikalbum)
Glasvegas är den skotska alternativa rockgruppen Glasvegas självbetitlade debutalbum. I Storbritannien släpptes det på Columbia den 8 september 2008. Det producerades av gruppens sångare James Allan samt Rich Costey; den sistnämnda har tidigare arbetat med grupper som Muse och Franz Ferdinand. Under sin första vecka sålde albumet 56 000 exemplar, vilket gav den en andra placering på den brittiska albumlistan.

## Låtlista
All text och musik är skriven av James Allan ("Flowers and Football Tops" innehåller delar av sången "Yoy Are My Sunshine" av Mitchell/Davis).
1. "Flowers and Football Tops" - 6:57
2. "Geraldine" - 3:45
3. "It's My Own Cheating Heart That Makes Me Cry" - 4:25
4. "Lonesome Swan" - 2:43
5. "Go Square Go!" - 3:27
6. "Polmont on My Mind" - 3:52
7. "Daddy's Gone" - 4:24
8. "Stabbed" - 2:22
9. "S.A.D. Light" - 4:01
10. "Ice Cream Van" - 5:56

## Specialutgåva
Glasvegas släpptes även i en specialutgåva, med både en CD och en DVD. DVD:n innehåller bland annat en film där gruppen uppträder live i Glasgow, och ett akustiskt soloframträdande av "Flowers and Football Tops" samt två musikvideor.
1. "Flowers and Football Tops" (live i Glasgow)
2. "It's My Own Cheating Heart That Makes Me Cry" (live i Glasgow)
3. "Geraldine" (live i Glasgow)
4. "Go Square Go" (live i Glasgow)
5. "Daddy's Gone" (live i Glasgow)
6. "Flowers and Football Tops" (live akustisk)
7. "Geraldine" (video) (regisserad av Paul Minor)
8. "Daddy's Gone" (video) (regisserad av Jamie Thraves)

## Medverkande

### Glasvegas
- James Allan – Sång, gitarr, producent
- Rab Allan – sång, gitarr
- Paul Donoghue – basgitarr
- Caroline McKay – trummor
  - Beethovens "Månskenssonaten" på spår 8 framförs av Paul Cantelon.

### Produktion
- Rich Costey - produktion, ljudmix, ljudtekniker